# Michael Ballack
Michael Ballack (pronunciación en alemán: ˈmɪçaʔel ˈbalak) (Görlitz, 26 de septiembre de 1976) es un exfutbolista alemán. Se desempeñaba en la posición de centrocampista, siendo considerado como unos de los mejores de su generación y de la historia de su país.
Comenzó su carrera profesional en el Chemnitzer, club al que llegó en 1995. Dos años más tarde fue fichado por el Kaiserslautern, club con el cual obtuvo su primer título nacional. En 1999, fue transferido al Bayer Leverkusen. Tres años más tarde, fue adquirido por el Bayern de Múnich, equipo en el que permaneció hasta 2006 y en el que obtuvo dos Bundesligas, tres Copas de Alemania y un título de la Copa de la Liga de Alemania.
Tras permanecer cuatro temporadas con los bávaros, fue fichado por Chelsea de Inglaterra, con el que obtuvo seis títulos (una Premier League, una Copa de la Liga de Inglaterra, una Community Shield y tres FA Cup). Con la selección de fútbol de Alemania participó en dos Copas Mundiales y en tres ediciones de la Eurocopa, siendo sus mejores resultados los subcampeonatos obtenidos en la Copa Mundial de Fútbol de 2002 y en la Eurocopa 2008.
Era conocido por su técnica de juego que le permitía adaptarse a la posición que le fuera asignada en el campo, tanto en ataque como en defensa. En el Bayer Leverkusen, fue utilizado como mediocampista defensivo, mientras que en el Bayern de Múnich, bajo la dirección técnica de Ottmar Hitzfeld y Felix Magath, cumplía las funciones de volante mixto. Fue nombrado futbolista alemán del año en tres ocasiones, siendo superado solo por Franz Beckenbauer quien fue elegido en cuatro oportunidades. En 2004, fue incluido por Pelé en la lista de Futbolistas FIFA 100.

## Trayectoria

### Chemnitzer y Kaiserslautern
Michael Ballack inició su carrera como futbolista en el BSG Motor Karl-Marx-Stadt (actualmente Chemnitzer). Sus padres lo enviaron a entrenarse en el equipo cuando solo tenía 7 años de edad y enseguida se  
hizo notar por su habilidad para controlar el balón. En el año de 1995, firmó su primer contrato como profesional. Gracias a sus buenas actuaciones como mediocampista central, debutó en el fútbol profesional el 4 de agosto de 1995, en el primer encuentro de la temporada 1995-96 de la 2. Bundesliga, entre el Chemnitzer y el Lokomotive Leipzig que finalizó con marcador de 1:2. Durante la temporada disputó quince encuentros, y el Chemnitzer descendió a la tercera división. En la siguiente temporada se convirtió en titular en el plantel del Chemnitzer disputando todos los encuentros del torneo y anotando diez goles, aunque no bastó para que el equipo volviese a la segunda división.
En 1998 fue contratado por el Kaiserslautern, dirigido en ese momento por el entrenador Otto Rehhagel que, en la séptima jornada de la temporada 1997-98, con ocasión del encuentro entre el Karlsruher y el Kaiserslautern, decidió hacerlo debutar en la primera división, disputando los últimos cinco minutos del encuentro. El 28 de marzo de 1998, en un encuentro contra el Bayer Leverkusen, fue alineado por primera vez entre los titulares. En el transcurso de la temporada disputó dieciséis encuentros, contribuyendo así a la obtención del campeonato de la Bundesliga. En la temporada 1998-99, disputó treinta encuentros y anotó cuatro goles convirtiéndose en uno de los futbolistas claves del equipo. El Kaiserslautern alcanzó los cuartos de final de la Liga de Campeones de la UEFA 1998-99, antes de ser eliminado por el Bayern de Múnich.

### Leverkusen y Bayern de Múnich
El 1 de julio de 1999, a los 22 años de edad, fue adquirido por el Bayer Leverkusen por 4,8 millones de euros. En el Bayer, se convirtió en uno de los mejores futbolistas del campeonato alemán. Los entrenadores Christoph Daum y Klaus Toppmöller le confiaron el control del mediocampo. En el año 2000 al Bayer le bastaba obtener un punto en el encuentro contra el Spielvereinigung Unterhaching para lograr el campeonato de la liga, pero un inesperado autogol de Ballack significó la derrota de los aspirinas. En la temporada 2000-01 disputó treinta y cuatro encuentros y anotó quince goles, logrando la clasificación del Leverkusen para la Copa de la UEFA, donde fueron eliminados en los dieciseisavos de final por el A. E. K. Atenas de Grecia.

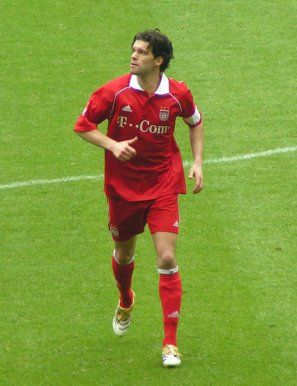
Ballack en el Bayern de Múnich.

La temporada 2001-02 fue decepcionante para el Bayer Leverkusen. Cuando ocupaba la primera posición en la Bundesliga con una ventaja de cinco puntos sobre el segundo clasificado, y faltando solo tres fechas para el final de la temporada fue superado por el Borussia Dortmund, que obtuvo el campeonato. En la final de la Copa de Alemania fueron derrotados por el Schalke 04 con marcador de 4-2. A nivel internacional, nuevamente serían derrotados, esta vez en la final de la Liga de Campeones por el Real Madrid por 2-1. Después del un interés del Real Madrid por Michael Ballack, este finalmente decidió fichar por el Bayern de Múnich, que lo adquirió por 12,9 millones de euros en el verano de 2002.
A Ballack le fueron confiadas tareas más defensivas, pero esto no le impidió anotar quince goles en una temporada en la que el Bayern obtuvo los títulos de la Bundesliga y de la Copa de Alemania, donde en la final los bávaros derrotaron al Kaiserslautern por 3:1, anotando Ballack un gol ante su ex-equipo. Después de otra temporada exitosa, el Bayern de Múnich consiguió nuevamente la Bundesliga en la temporada 2002-03. En la siguiente temporada el club no logró revalidar su título de campeón, pero en la temporada 2004-05 logró el doblete resultando campeón tanto de la Bundesliga como de la Copa de Alemania y Ballack anotó veinte goles en cuarenta y dos encuentros. 
Durante su permanencia en el Bayern de Múnich obtuvo tres campeonatos de Liga y tres Copas de Alemania, disputando 154 encuentros y anotando 58 goles, sin embargo fue criticado por los dirigentes del club, quienes lo acusaron de no mostrar su máximo nivel en los encuentros decisivos de la Liga de Campeones. Durante sus últimos encuentros en el Bayern en la campaña 2005-06, fue rechazado por los hinchas bávaros; después de la final de la Copa de Alemania frente al Eintracht Fráncfort, el presidente del club Franz Beckenbauer lo acusó de ahorrar fuerzas en vista de su próximo traslado al Chelsea F. C.

### Chelsea y Leverkusen

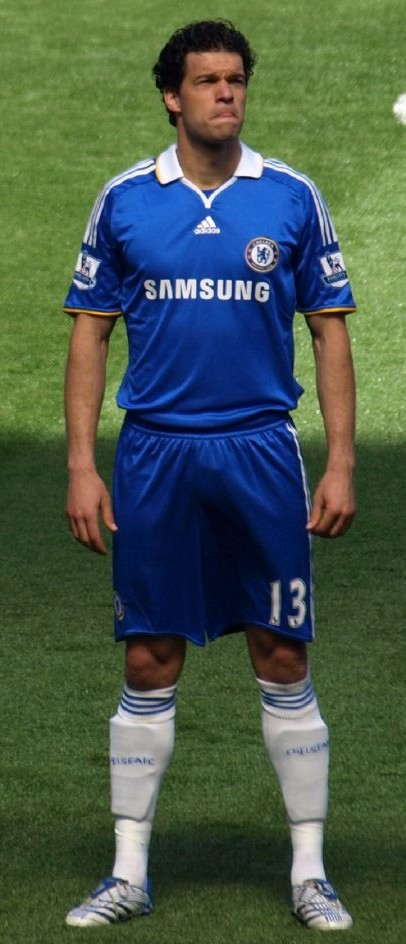
Ballack en el Chelsea.

Después de varios rumores de un posible fichaje por parte del Real Madrid, A. C. Milan y Manchester United, Ballack fue fichado por el Chelsea Football Club el 15 de mayo de 2006. Originalmente le fue asignada la camiseta con el dorsal 19, ya que el 13 era utilizado por William Gallas, sin embargo el técnico portugués José Mourinho realizó el cambio dándole a Ballack el 13. Su debut oficial en la Premier League se produjo el 27 de agosto de 2006, ante el Blackburn Rovers y su primer gol lo anotó el 12 de septiembre de 2006, en un encuentro contra el Werder Bremen en la Liga de Campeones 2006-07.
El 22 de abril de 2007, durante un encuentro contra el Newcastle United, sufrió una grave lesión en el tobillo izquierdo, por lo que estuvo ausente de las canchas durante un tiempo. Debido a esto el Chelsea lo excluyó de la plantilla para los encuentros de la ronda de grupos de la Liga de Campeones, siendo reemplazado por Steve Sidwell. Después de seis meses lesionado volvió a los entrenamientos y fue incluido nuevamente en la plantilla substituyendo a Claudio Pizarro.
Regresó a la competición el 26 de diciembre de 2007, en un emocionante encuentro ante el Aston Villa, en el que ingresó en el minuto 26 en sustitución de Frank Lampard, quien había sufrido una lesión en el muslo, Zat Knight lo derribó en el área provocando un tiro penal que fue convertido por Andriy Shevchenko. En el minuto 88, con el marcador 3:3 Ballack anotó un gol de tiro libre logrando el 4:3 parcial, finalmente el encuentro concluyó 4:4, gracias a un gol anotado en el minuto 92 por Gareth Barry de tiro penal. Durante la ausencia de John Terry en el Chelsea por una lesión, asumió el papel de capitán del equipo durante un encuentro disputado ante el Newcastle United el 29 de diciembre de 2007, con victoria de 2:1 a favor de los blues.
El 1 de enero de 2008 disputó su encuentro número 50 con la camiseta del club londinense, en la victoria por 2:1 frente al Fulham F. C. El 1 de marzo de 2008 anotó un gol en la victoria del Chelsea por 4:1 ante el West Ham United. Cuatro días después marcó nuevamente, esta vez en los octavos de final de la Liga de Campeones de la UEFA 2007-08 ante el Olympiacos F. C. de Grecia, logrando que su club avanzara a la siguiente fase, convirtiéndose en el único futbolista que ha alcanzado los cuartos de final de la Liga de Campeones con cuatro equipos diferentes (Kaiserslautern, Bayer Leverkusen, Bayern de Múnich y Chelsea).
En esta fase el Chelsea se enfrentó al Fenerbahçe de Turquía, donde Ballack anotó un gol en el encuentro de vuelta disputado en el Stamford Bridge, consiguiendo avanzar a las semifinales ante el Liverpool, al que vencieron por un marcador global de 3:2. El Chelsea se enfrentó en la final al Manchester United; en el tiempo reglamentario el encuentro finalizó con marcador de 1:1, por lo que se definió por lanzamientos desde el punto de penalti, Ballack fue el encargado de ejecutar el primero para los blues, el cual convirtió con un fuerte disparo que no pudo ser atajado por Edwin van der Sar, finalmente el encuentro finalizó 6:5 a favor de los reds devils.

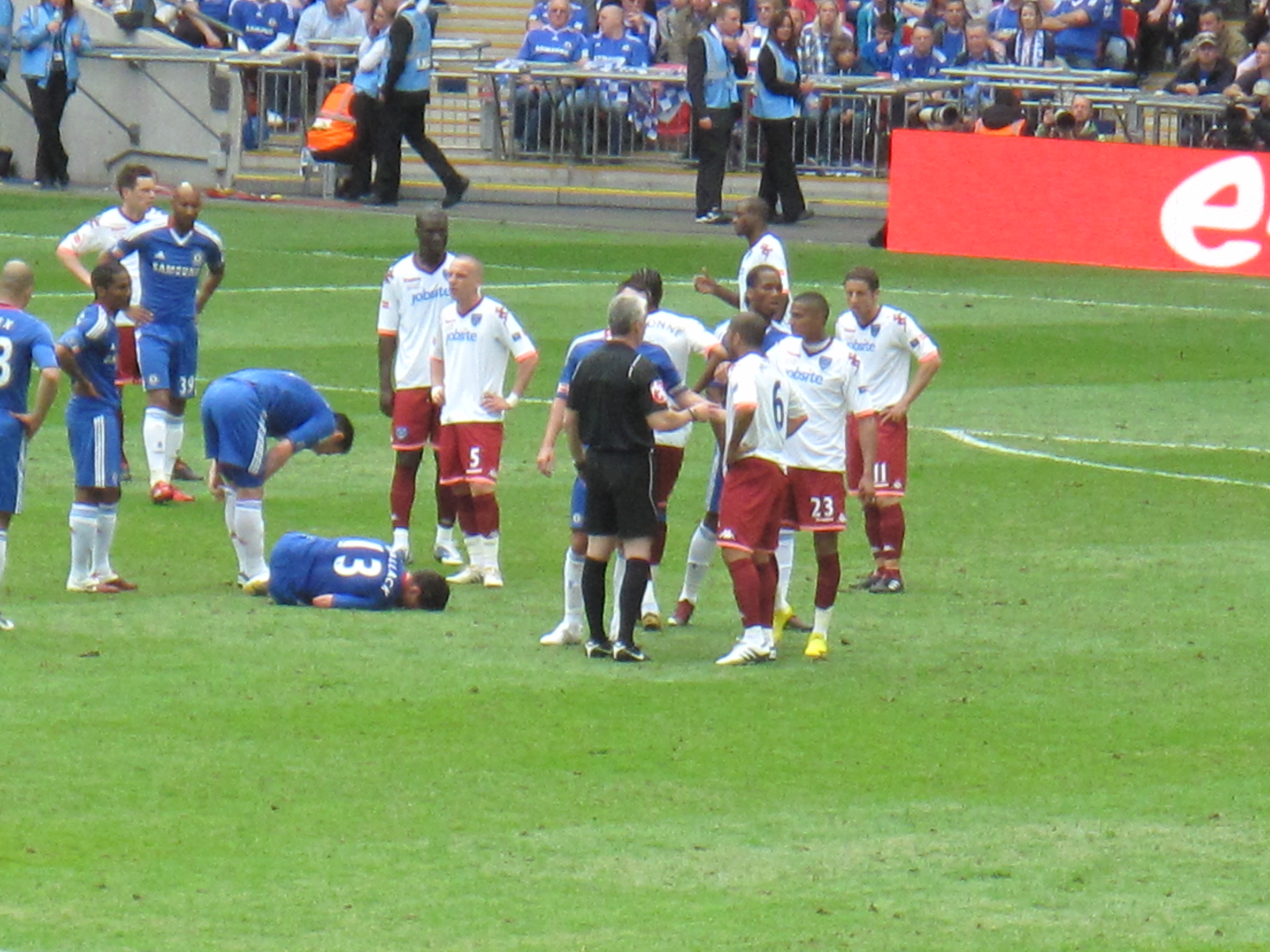
Ballack tendido en el césped luego del pisotón de Kevin-Prince Boateng en la final de la FA Cup.

La temporada 2008-09 no fue muy productiva para Ballack; solo anotó un gol en veintiocho encuentros en la liga, donde el Chelsea ocupó la tercera posición de la tabla con ochenta y tres puntos, por detrás del Manchester United y del Liverpool, quienes terminaron con noventa y ochenta y seis puntos respectívamente, mientras que en la FA Cup 2008-09 disputó seis encuentros y anotó un gol en los dieciseisavos de final en la victoria del Chelsea por 3:1 sobre el Ipswich Town. Finalmente el Chelsea se consagró campeón del torneo tras derrotar en la final al Everton F. C. por marcador de 2:1, con Ballack ingresando en el minuto 61 en substitución de Michael Essien.
Durante los entrenamientos de la pretemporada, a finales del mes de julio de 2009, sufrió una fractura en los dedos de su pie, sin embargo se recuperó a tiempo y pudo estar presente en el encuentro por la Community Shield ante el Manchester United. Ingresó al minuto 65 en sustitución de John Obi Mikel, dado que el encuentro finalizó 2:2 al final de los 90 minutos, se llegó a la tanda de penales terminando con marcador de 4:1 a favor de su club. En la Premier League anotó cuatro goles, uno de ellos ante el Sunderland Association, el 16 de enero de 2010, marcando en el minuto 52 el quinto gol del Chelsea en su victoria por 7:2.
El 9 de mayo de 2010 se consagró campeón de la Premier League por primera vez en su carrera, cuando el Chelsea derrotó al Wigan Athletic por 8:0 en Stamford Bridge. En ese encuentro disputó 70 minutos, antes de salir en subsitución de Nemanja Matić. Seis días después ganó su tercera FA Cup cuando el Chelsea se llevó la victoria por 1:0 sobre el Portsmouth F. C.. En ese encuentro tuvo que ser substituido en el minuto 44, luego de que el ghanés Kevin-Prince Boateng le propinara un pisotón en el pie derecho.
Dicha lesión fue tan grave que Ballack se perdió la Copa Mundial de Fútbol de 2010. Se discutió si Boateng tuvo la intención de lesionar a Ballack o no, ya que irónicamente, Alemania y Ghana se enfrentarían en el grupo D durante la copa mundial. Tras no renovar su contrato con el Chelsea, el 25 de junio de 2010 firmó un contrato por dos años con el Bayer Leverkusen. El 19 de agosto de 2010, marcó su primer gol para el Bayer en la victoria por 3:0 contra el Tavriya Simferopol en la cuarta ronda previa de la Liga Europa 2010-11. Previo al encuentro frente al Kaiserslautern el 18 de noviembre de 2011, aseguró que dejaría el equipo al final de la temporada 2011-2012.

## Selección nacional

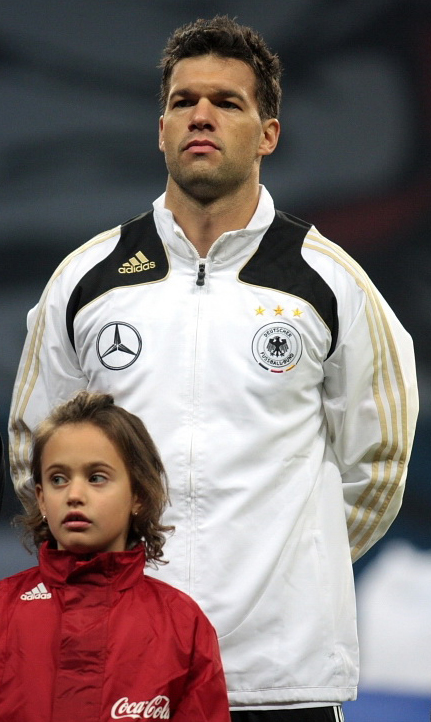
Michael Ballack con la selección alemana en 2009.

Michael Ballack inició su participación en la selección alemana con la categoría sub-21 el 26 de marzo de 1996, en un encuentro contra la selección de Dinamarca. En total disputó diecinueve encuentros y anotó siete goles. Con la selección absoluta fue internacional en noventa y ocho ocasiones y marcó cuarenta y dos goles. Su debut se produjo el 28 de abril de 1999, en un encuentro amistoso ante el seleccionado de Escocia. que finalizó con marcador de 1:0 a favor de los escoceses.
Fue convocado para la Eurocopa 2000, en la cual su selección fue eliminada en la primera fase. Disputó dos encuentros, el primero de ellos ante Inglaterra ingresando en sustitución de Sebastian Deisler y el segundo ante Portugal, siendo remplazado por Paulo Rink en el minuto 46. Formó parte de la plantilla que disputó la Copa Mundial de Fútbol de 2002, estuvo presente en los tres encuentros de la primera ronda de titular y anotó un gol ante la selección de Arabia Saudita. En los cuartos de final Alemania se enfrentó a los Estados Unidos en un encuentro que finalizó con marcador de 1:0 y en el que Ballack fue el autor del único gol.
En las semifinales anotó nuevamente un gol, esta vez frente a Corea del Sur; en el minuto 71 del encuentro recibió una tarjeta amarilla, lo que le impidió disputar la final del mundial que su selección perdió contra Brasil por 2:0. Bajo la dirección técnica de Rudi Völler fue el capitán de la selección alemana en la Eurocopa 2004, donde nuevamente fueron eliminados en la primera fase tras dos empates y una derrota. En la Copa Mundial de 2006 no disputó el encuentro inaugural contra Costa Rica por una lesión en su pantorrilla, sin embargo estuvo presente en los siguientes cinco encuentros, siendo eliminados en las semifinales ante Italia.
Volvió a la selección, después de recuperarse de la lesión sufrida en el tobillo, el 6 de febrero de 2008 en un encuentro amistoso ante Austria con marcador de 3-0 a favor de los alemanes. En la Eurocopa 2008, disputó el primer encuentro de la ronda de grupos ante Polonia, en el tercer encuentro marcó el gol de la victoria sobre Austria, siendo elegido como el jugador del partido, y consiguiendo un lugar en los cuartos de final para Alemania, donde anotó nuevamente un gol, esta vez en la victoria de 3-2 sobre Portugal.
En las semifinales su selección obtuvo un triunfo ante Turquía por 3:2. En los días previos a la final, se lesionó el músculo del gemelo derecho en un entrenamiento, por lo que fue duda para disputar la final hasta pocas horas antes del inicio del encuentro, cuando el técnico alemán Joachim Löw anunció el equipo titular para enfrentarse a España, finalmente el encuentro terminó con marcador de 1:0 a favor de los españoles, y nuevamente tuvo que conformarse con un subcampeonato.
Ballack no jugó el Mundial de Fútbol Sudáfrica 2010, luego de ser descartado por una lesión en uno de sus tobillos, mientras jugaba para el Chelsea Football Club. El técnico Joachim Low convocó a Sami Khedira en su lugar. Desde las eliminatorias para el Mundial de 2010, Ballack no había sido convocado para ningún partido internacional. Se informó que el entrenador de Alemania, Joachim Löw, estaba esperando que Ballack se retirara del fútbol internacional después de la Copa del Mundo de 2010, sin embargo Ballack se negó a darse por vencido a pesar de una serie de lesiones sufridas en 2010-11 con el Bayer Leverkusen. El 16 de junio de 2011, se anunció que Ballack ya no formaría parte de la selección nacional. La Federación Alemana de Fútbol, le ofreció jugar dos amistosos para alcanzar los 100 partidos oficiales con Alemania, lo que él rechazó, acusando a Löw de faltarle el respeto desde su lesión de marzo de 2010.

### Participaciones en Copas del Mundo
| Copa                           | Sede                  | Resultado    |
| ------------------------------ | --------------------- | ------------ |
| Copa Mundial de Fútbol de 2002 | Corea del Sur y Japón | Subcampeón   |
| Copa Mundial de Fútbol de 2006 | Alemania              | Tercer lugar |

### Participaciones en Eurocopas
| Copa          | Sede                   | Resultado    |
| ------------- | ---------------------- | ------------ |
| Eurocopa 2000 | Bélgica y Países Bajos | Primera fase |
| Eurocopa 2004 | Portugal               | Primera fase |
| Eurocopa 2008 | Austria y Suiza        | Subcampeón   |

### Participaciones en Copas Confederaciones
| Copa                      | Sede     | Resultado    |
| ------------------------- | -------- | ------------ |
| Copa Confederaciones 1999 | México   | Primera fase |
| Copa Confederaciones 2005 | Alemania | Tercer lugar |

## Estilo de juego
Ballack es considerado como uno de los mejores y más versátiles centrocampistas de su generación; jugó en varias posiciones del centro del campo durante su carrera, y destacaba por su potente disparo con ambos pies. Debido a su elevada estatura, también era conocido por su habilidad en el juego aéreo, lo que le convertía en una amenaza de gol en las jugadas a balón parado.
A nivel técnico, era un jugador dominante, físicamente fuerte y agresivo, con una excelente capacidad de pase, que movía el balón con eficacia. Comenzó su carrera futbolística como líbero, pero cuando fichó por el Leverkusen en 1999, el entonces entrenador Christoph Daum lo trasladó al centro del campo. Durante su etapa en el Chelsea se adaptó a un papel más profundo. En 2011, el entonces seleccionador internacional de Ballack, Joachim Löw, lo elogió, describiéndolo como un jugador que «desprende autoridad y calma en el campo».

## Estadísticas

### Clubes
| Chemnitzer F. C. · Alemania     |               |               |     |     |    |    |     |     |     |      |      |
| 2.ª                             | 1995-96       | 15            | 0   | 1   | 0  | 0  | 0   | 16  | 0   | 0    |      |
| 4.ª                             | 1996-97       | 34            | 10  | 1   | 0  | 0  | 0   | 35  | 10  | 0,29 |      |
| Total club                      | Total club    | 49            | 10  | 2   | 0  | 0  | 0   | 51  | 10  | 0,20 |      |
| F. C. Kaiserslautern · Alemania |               |               |     |     |    |    |     |     |     |      |      |
| 1.ª                             | 1997-98       | 16            | 0   | 2   | 0  | 0  | 0   | 18  | 0   | 0    |      |
| 1.ª                             | 1998-99       | 30            | 4   | 3   | 0  | 6  | 0   | 39  | 4   | 0,10 |      |
| Total club                      | Total club    | 46            | 4   | 5   | 0  | 6  | 0   | 57  | 4   | 0,07 |      |
| Bayer Leverkusen · Alemania     |               |               |     |     |    |    |     |     |     |      |      |
| 1.ª                             | 1999-00       | 23            | 3   | 0   | 0  | 2  | 2   | 25  | 5   | 0,20 |      |
| 1.ª                             | 2000-01       | 27            | 7   | 3   | 0  | 5  | 2   | 35  | 9   | 0,26 |      |
| 1.ª                             | 2001-02       | 29            | 17  | 5   | 0  | 16 | 6   | 50  | 23  | 0,46 |      |
| Total club                      | Total club    | 79            | 27  | 8   | 0  | 23 | 10  | 110 | 37  | 0,34 |      |
| Bayern de Múnich · Alemania     |               |               |     |     |    |    |     |     |     |      |      |
| 1.ª                             | 2002-03       | 26            | 10  | 5   | 4  | 7  | 1   | 38  | 15  | 0,39 |      |
| 1.ª                             | 2003-04       | 28            | 7   | 4   | 4  | 8  | 0   | 40  | 11  | 0,28 |      |
| 1.ª                             | 2004-05       | 27            | 13  | 6   | 5  | 9  | 2   | 42  | 20  | 0,48 |      |
| 1.ª                             | 2005-06       | 26            | 14  | 5   | 1  | 6  | 1   | 37  | 16  | 0,43 |      |
| Total club                      | Total club    | 107           | 44  | 20  | 14 | 30 | 4   | 157 | 62  | 0,39 |      |
| Chelsea F. C. Inglaterra        |               |               |     |     |    |    |     |     |     |      |      |
| 1.ª                             | 2006-07       | 26            | 5   | 10  | 1  | 10 | 2   | 46  | 8   | 0,17 |      |
| 1.ª                             | 2007-08       | 18            | 7   | 5   | 0  | 7  | 2   | 30  | 9   | 0,30 |      |
| 1.ª                             | 2008-09       | 29            | 1   | 7   | 3  | 10 | 0   | 46  | 4   | 0,09 |      |
| 1.ª                             | 2009-10       | 32            | 4   | 7   | 1  | 6  | 0   | 45  | 5   | 0,11 |      |
| Total club                      | Total club    | 105           | 17  | 29  | 5  | 33 | 4   | 167 | 26  | 0,16 |      |
| Bayer Leverkusen · Alemania     |               |               |     |     |    |    |     |     |     |      |      |
| 1.ª                             | 2010-11       | 17            | 0   | 0   | 0  | 3  | 2   | 20  | 2   | 0,10 |      |
| 1.ª                             | 2011-12       | 18            | 2   | 1   | 0  | 6  | 1   | 25  | 3   | 0,12 |      |
| Total club                      | Total club    | 35            | 2   | 1   | 0  | 9  | 3   | 45  | 5   | 0,11 |      |
| Total carrera                   | Total carrera | Total carrera | 421 | 104 | 65 | 19 | 101 | 21  | 587 | 144  | 0,25 |
| 1. 2. 3.                        |               |               |     |     |    |    |     |     |     |      |      |

### Selección nacional
| \| Fecha \| Ciudad \| Local \| Resultado \| Visitante \| Competencia \| Goles \| \| ---------- \| --------------- \| ----------------- \| --------- \| --------------- \| --------------------------- \| ----- \| \| 28-04-1999 \| Bremen \| Alemania \| 0:1 \| Escocia \| Amistoso \| 0 \| \| 24-07-1999 \| Guadalajara \| Brasil \| 4:0 \| Alemania \| Copa Confederaciones 1999 \| 0 \| \| 28-07-1999 \| Guadalajara \| Alemania \| 2:0 \| Nueva Zelanda \| Copa Confederaciones 1999 \| 0 \| \| 29-03-2000 \| Zagreb \| Croacia \| 1:1 \| Alemania \| Amistoso \| 0 \| \| 26-04-2000 \| Kaiserslautern \| Alemania \| 1:1 \| Suiza \| Amistoso \| 0 \| \| 03-06-2000 \| Núremberg \| Alemania \| 3:2 \| República Checa \| Amistoso \| 0 \| \| 07-06-2000 \| Friburgo \| Alemania \| 8:2 \| Liechtenstein \| Amistoso \| 0 \| \| 17-06-2000 \| Charleroi \| Inglaterra \| 1:0 \| Alemania \| Eurocopa 2000 \| 0 \| \| 20-06-2000 \| Róterdam \| Portugal \| 3:0 \| Alemania \| Eurocopa 2000 \| 0 \| \| 16-08-2000 \| Hannover \| Alemania \| 4:1 \| España \| Amistoso \| 0 \| \| 02-09-2000 \| Hamburgo \| Alemania \| 2:0 \| Grecia \| Clasificación Mundial 2002 \| 0 \| \| 07-10-2000 \| Londres \| Inglaterra \| 1:0 \| Alemania \| Clasificación Mundial 2002 \| 0 \| \| 27-02-2001 \| Saint-Denis \| Francia \| 1:0 \| Alemania \| Amistoso \| 0 \| \| 28-03-2001 \| Atenas \| Grecia \| 4:2 \| Alemania \| Clasificación Mundial 2002 \| 1 \| \| 29-05-2001 \| Bremen \| Alemania \| 4:2 \| Eslovaquia \| Amistoso \| 0 \| \| 02-06-2001 \| Helsinki \| Finlandia \| 2:2 \| Alemania \| Clasificación Mundial 2002 \| 1 \| \| 06-06-2001 \| Tirana \| Albania \| 2:0 \| Alemania \| Clasificación Mundial 2002 \| 1 \| \| 01-09-2001 \| Múnich \| Alemania \| 1:5 \| Inglaterra \| Clasificación Mundial 2002 \| 0 \| \| 06-10-2001 \| Gelsenkirchen \| Alemania \| 0:0 \| Finlandia \| Clasificación Mundial 2002 \| 0 \| \| 10-11-2001 \| Kiev \| Ucrania \| 1:1 \| Alemania \| Clasificación Mundial 2002 \| 1 \| \| 14-11-2001 \| Dortmund \| Alemania \| 4:1 \| Ucrania \| Clasificación Mundial 2002 \| 2 \| \| 17-04-2002 \| Stuttgart \| Alemania \| 0:1 \| Argentina \| Amistoso \| 0 \| \| 01-06-2002 \| Sapporo \| Alemania \| 8:0 \| Arabia Saudita \| Copa Mundial de 2002 \| 1 \| \| 05-06-2002 \| Ibaraki \| Alemania \| 1:1 \| Irlanda \| Copa Mundial de 2002 \| 0 \| \| 11-06-2002 \| Shizuoka \| Camerún \| 0:2 \| Alemania \| Copa Mundial de 2002 \| 0 \| \| 15-06-2002 \| Seogwipo \| Alemania \| 1:0 \| Paraguay \| Copa Mundial de 2002 \| 0 \| \| 21-06-2002 \| Ulsan \| Alemania \| 1:0 \| Estados Unidos \| Copa Mundial de 2002 \| 1 \| \| 25-06-2002 \| Seúl \| Alemania \| 1:0 \| Corea del Sur \| Copa Mundial de 2002 \| 1 \| \| 21-08-2002 \| Sofía \| Bulgaria \| 2:2 \| Alemania \| Amistoso \| 1 \| \| 07-09-2002 \| Kaunas \| Lituania \| 0:2 \| Alemania \| Clasificación Eurocopa 2004 \| 1 \| \| 16-10-2002 \| Hannover \| Alemania \| 2:1 \| Islas Feroe \| Clasificación Eurocopa 2004 \| 1 \| \| 20-11-2002 \| Gelsenkirchen \| Alemania \| 1:3 \| Países Bajos \| Amistoso \| 0 \| \| 07-06-2003 \| Glasgow \| Escocia \| 1:1 \| Alemania \| Clasificación Eurocopa 2004 \| 0 \| \| 06-09-2003 \| Reikiavik \| Islandia \| 0:0 \| Alemania \| Clasificación Eurocopa 2004 \| 0 \| \| 10-09-2003 \| Dortmund \| Alemania \| 2:1 \| Escocia \| Clasificación Eurocopa 2004 \| 1 \| \| 11-10-2003 \| Hamburgo \| Alemania \| 3:0 \| Islandia \| Clasificación Eurocopa 2004 \| 1 \| \| 15-11-2003 \| Gelsenkirchen \| Alemania \| 0:3 \| Francia \| Amistoso \| 0 \| \| 31-03-2004 \| Colonia \| Alemania \| 3:0 \| Bélgica \| Amistoso \| 1 \| \| 27-05-2004 \| Friburgo \| Alemania \| 7:0 \| Malta \| Amistoso \| 4 \| \| 02-06-2004 \| Basilea \| Suiza \| 2:0 \| Alemania \| Amistoso \| 0 \| \| 06-06-2004 \| Kaiserslautern \| Alemania \| 0:2 \| Hungría \| Amistoso \| 0 \| \| 15-06-2004 \| Oporto \| Alemania \| 1:1 \| Países Bajos \| Eurocopa 2004 \| 0 \| \| 19-06-2004 \| Oporto \| Letonia \| 0:0 \| Alemania \| Eurocopa 2004 \| 0 \| \| 23-06-2004 \| Lisboa \| Alemania \| 1:2 \| República Checa \| Eurocopa 2004 \| 1 \| \| 18-08-2004 \| Viena \| Austria \| 1:3 \| Alemania \| Amistoso \| 0 \| \| 08-09-2004 \| Berlín \| Alemania \| 1:1 \| Brasil \| Amistoso \| 0 \| \| 09-10-2004 \| Teherán \| Irán \| 0:2 \| Alemania \| Amistoso \| 0 \| \| 17-11-2004 \| Leipzig \| Alemania \| 3:0 \| Camerún \| Amistoso \| 0 \| \| 16-12-2004 \| Yokohama \| Japón \| 0:3 \| Alemania \| Amistoso \| 1 \| \| 19-12-2004 \| Busan \| Corea del Sur \| 1:3 \| Alemania \| Amistoso \| 1 \| \| 26-03-2005 \| Celje \| Eslovenia \| 0:1 \| Alemania \| Amistoso \| 0 \| \| 04-06-2005 \| Belfast \| Irlanda del Norte \| 1:4 \| Alemania \| Amistoso \| 2 \| \| 08-06-2005 \| Mönchengladbach \| Alemania \| 2:2 \| Rusia \| Amistoso \| 0 \| \| 15-06-2005 \| Fráncfort \| Alemania \| 2:2 \| Australia \| Copa Confederaciones 2005 \| 1 \| \| 18-06-2005 \| Colonia \| Túnez \| 0:3 \| Alemania \| Copa Confederaciones 2005 \| 1 \| \| 25-06-2005 \| Núremberg \| Alemania \| 2:3 \| Brasil \| Copa Confederaciones 2005 \| 1 \| \| 29-06-2005 \| Leipzig \| Alemania \| 4:3 \| México \| Copa Confederaciones 2005 \| 1 \| \| 17-08-2005 \| Róterdam \| Países Bajos \| 2:2 \| Alemania \| Amistoso \| 1 \| \| 03-09-2005 \| Bratislava \| Eslovaquia \| 2:0 \| Alemania \| Amistoso \| 0 \| \| 07-09-2005 \| Bremen \| Alemania \| 4:2 \| Sudáfrica \| Amistoso \| 0 \| \| 12-11-2005 \| Saint-Denis \| Francia \| 0:0 \| Alemania \| Amistoso \| 0 \| \| 01-03-2006 \| Florencia \| Italia \| 1:4 \| Alemania \| Amistoso \| 0 \| \| 22-03-2006 \| Dortmund \| Alemania \| 4:1 \| Estados Unidos \| Amistoso \| 1 \| \| 30-05-2006 \| Leverkusen \| Alemania \| 2:2 \| Japón \| Amistoso \| 0 \| \| 02-06-2006 \| Mönchengladbach \| Alemania \| 3:0 \| Colombia \| Amistoso \| 1 \| \| 14-06-2006 \| Dortmund \| Alemania \| 1:0 \| Polonia \| Copa Mundial de 2006 \| 0 \| \| 20-06-2006 \| Berlín \| Ecuador \| 0:3 \| Alemania \| Copa Mundial de 2006 \| 0 \| \| 24-06-2006 \| Múnich \| Alemania \| 2:0 \| Suecia \| Copa Mundial de 2006 \| 0 \| \| 30-06-2006 \| Berlín \| Alemania \| 1:1 / 4:2 \| Argentina \| Copa Mundial de 2006 \| 0 \| \| 04-07-2006 \| Dortmund \| Alemania \| 0:2 \| Italia \| Copa Mundial de 2006 \| 0 \| \| 02-09-2006 \| Stuttgart \| Alemania \| 1:0 \| Irlanda \| Clasificación Eurocopa 2008 \| 0 \| \| 06-09-2006 \| Serravalle \| San Marino \| 0:13 \| Alemania \| Clasificación Eurocopa 2008 \| 1 \| \| 07-10-2006 \| Rostock \| Alemania \| 2:0 \| Georgia \| Amistoso \| 1 \| \| 11-10-2006 \| Bratislava \| Eslovaquia \| 1:4 \| Alemania \| Clasificación Eurocopa 2008 \| 1 \| \| 15-11-2006 \| Nicosia \| Chipre \| 1:1 \| Alemania \| Clasificación Eurocopa 2008 \| 1 \| \| 07-02-2007 \| Düsseldorf \| Alemania \| 3:1 \| Suiza \| Amistoso \| 0 \| \| 24-03-2007 \| Praga \| República Checa \| 1:2 \| Alemania \| Clasificación Eurocopa 2008 \| 0 \| \| 06-02-2008 \| Viena \| Austria \| 0:3 \| Alemania \| Amistoso \| 0 \| \| 26-03-2008 \| Basilea \| Suiza \| 0:4 \| Alemania \| Amistoso \| 0 \| \| 27-05-2008 \| Kaiserslautern \| Alemania \| 2:2 \| Bielorrusia \| Amistoso \| 0 \| \| 31-05-2008 \| Gelsenkirchen \| Alemania \| 2:1 \| Serbia \| Amistoso \| 1 \| \| 08-06-2008 \| Klagenfurt \| Alemania \| 2:0 \| Polonia \| Eurocopa 2008 \| 0 \| \| 12-06-2008 \| Klagenfurt \| Croacia \| 2:1 \| Alemania \| Eurocopa 2008 \| 0 \| \| 16-06-2008 \| Viena \| Austria \| 0:1 \| Alemania \| Eurocopa 2008 \| 1 \| \| 19-06-2008 \| Basilea \| Portugal \| 2:3 \| Alemania \| Eurocopa 2008 \| 1 \| \| 25-06-2008 \| Basilea \| Alemania \| 3:2 \| Turquía \| Eurocopa 2008 \| 0 \| \| 29-06-2008 \| Viena \| Alemania \| 0:1 \| España \| Eurocopa 2008 \| 0 \| \| 11-10-2008 \| Dortmund \| Alemania \| 2:1 \| Rusia \| Clasificación Mundial 2010 \| 1 \| \| 15-10-2008 \| Mönchengladbach \| Alemania \| 1:0 \| Gales \| Clasificación Mundial 2010 \| 0 \| \| 11-02-2009 \| Düsseldorf \| Alemania \| 0:1 \| Noruega \| Amistoso \| 0 \| \| 28-03-2009 \| Leipzig \| Alemania \| 4:0 \| Liechtenstein \| Clasificación Mundial 2010 \| 1 \| \| 01-04-2009 \| Cardiff \| Gales \| 0:2 \| Alemania \| Clasificación Mundial 2010 \| 1 \| \| 12-08-2009 \| Bakú \| Azerbaiyán \| 0:2 \| Alemania \| Clasificación Mundial 2010 \| 0 \| \| 05-09-2009 \| Leverkusen \| Alemania \| 2:0 \| Sudáfrica \| Amistoso \| 0 \| \| 09-09-2009 \| Hannover \| Alemania \| 4:0 \| Azerbaiyán \| Clasificación Mundial 2010 \| 1 \| \| 10-10-2009 \| Moscú \| Rusia \| 0:1 \| Alemania \| Clasificación Mundial 2010 \| 0 \| \| 14-10-2009 \| Hamburgo \| Alemania \| 1:1 \| Finlandia \| Clasificación Mundial 2010 \| 0 \| \| 03-03-2010 \| Múnich \| Alemania \| 0:1 \| Argentina \| Amistoso \| 0 \| \| Total \| \| Presencias \| 98 \| \| Goles \| 42 \| |                 |                   |           |                 |                             |       |
| Fecha | Ciudad          | Local             | Resultado | Visitante       | Competencia                 | Goles |
| 28-04-1999 | Bremen          | Alemania          | 0:1       | Escocia         | Amistoso                    | 0     |
| 24-07-1999 | Guadalajara     | Brasil            | 4:0       | Alemania        | Copa Confederaciones 1999   | 0     |
| 28-07-1999 | Guadalajara     | Alemania          | 2:0       | Nueva Zelanda   | Copa Confederaciones 1999   | 0     |
| 29-03-2000 | Zagreb          | Croacia           | 1:1       | Alemania        | Amistoso                    | 0     |
| 26-04-2000 | Kaiserslautern  | Alemania          | 1:1       | Suiza           | Amistoso                    | 0     |
| 03-06-2000 | Núremberg       | Alemania          | 3:2       | República Checa | Amistoso                    | 0     |
| 07-06-2000 | Friburgo        | Alemania          | 8:2       | Liechtenstein   | Amistoso                    | 0     |
| 17-06-2000 | Charleroi       | Inglaterra        | 1:0       | Alemania        | Eurocopa 2000               | 0     |
| 20-06-2000 | Róterdam        | Portugal          | 3:0       | Alemania        | Eurocopa 2000               | 0     |
| 16-08-2000 | Hannover        | Alemania          | 4:1       | España          | Amistoso                    | 0     |
| 02-09-2000 | Hamburgo        | Alemania          | 2:0       | Grecia          | Clasificación Mundial 2002  | 0     |
| 07-10-2000 | Londres         | Inglaterra        | 1:0       | Alemania        | Clasificación Mundial 2002  | 0     |
| 27-02-2001 | Saint-Denis     | Francia           | 1:0       | Alemania        | Amistoso                    | 0     |
| 28-03-2001 | Atenas          | Grecia            | 4:2       | Alemania        | Clasificación Mundial 2002  | 1     |
| 29-05-2001 | Bremen          | Alemania          | 4:2       | Eslovaquia      | Amistoso                    | 0     |
| 02-06-2001 | Helsinki        | Finlandia         | 2:2       | Alemania        | Clasificación Mundial 2002  | 1     |
| 06-06-2001 | Tirana          | Albania           | 2:0       | Alemania        | Clasificación Mundial 2002  | 1     |
| 01-09-2001 | Múnich          | Alemania          | 1:5       | Inglaterra      | Clasificación Mundial 2002  | 0     |
| 06-10-2001 | Gelsenkirchen   | Alemania          | 0:0       | Finlandia       | Clasificación Mundial 2002  | 0     |
| 10-11-2001 | Kiev            | Ucrania           | 1:1       | Alemania        | Clasificación Mundial 2002  | 1     |
| 14-11-2001 | Dortmund        | Alemania          | 4:1       | Ucrania         | Clasificación Mundial 2002  | 2     |
| 17-04-2002 | Stuttgart       | Alemania          | 0:1       | Argentina       | Amistoso                    | 0     |
| 01-06-2002 | Sapporo         | Alemania          | 8:0       | Arabia Saudita  | Copa Mundial de 2002        | 1     |
| 05-06-2002 | Ibaraki         | Alemania          | 1:1       | Irlanda         | Copa Mundial de 2002        | 0     |
| 11-06-2002 | Shizuoka        | Camerún           | 0:2       | Alemania        | Copa Mundial de 2002        | 0     |
| 15-06-2002 | Seogwipo        | Alemania          | 1:0       | Paraguay        | Copa Mundial de 2002        | 0     |
| 21-06-2002 | Ulsan           | Alemania          | 1:0       | Estados Unidos  | Copa Mundial de 2002        | 1     |
| 25-06-2002 | Seúl            | Alemania          | 1:0       | Corea del Sur   | Copa Mundial de 2002        | 1     |
| 21-08-2002 | Sofía           | Bulgaria          | 2:2       | Alemania        | Amistoso                    | 1     |
| 07-09-2002 | Kaunas          | Lituania          | 0:2       | Alemania        | Clasificación Eurocopa 2004 | 1     |
| 16-10-2002 | Hannover        | Alemania          | 2:1       | Islas Feroe     | Clasificación Eurocopa 2004 | 1     |
| 20-11-2002 | Gelsenkirchen   | Alemania          | 1:3       | Países Bajos    | Amistoso                    | 0     |
| 07-06-2003 | Glasgow         | Escocia           | 1:1       | Alemania        | Clasificación Eurocopa 2004 | 0     |
| 06-09-2003 | Reikiavik       | Islandia          | 0:0       | Alemania        | Clasificación Eurocopa 2004 | 0     |
| 10-09-2003 | Dortmund        | Alemania          | 2:1       | Escocia         | Clasificación Eurocopa 2004 | 1     |
| 11-10-2003 | Hamburgo        | Alemania          | 3:0       | Islandia        | Clasificación Eurocopa 2004 | 1     |
| 15-11-2003 | Gelsenkirchen   | Alemania          | 0:3       | Francia         | Amistoso                    | 0     |
| 31-03-2004 | Colonia         | Alemania          | 3:0       | Bélgica         | Amistoso                    | 1     |
| 27-05-2004 | Friburgo        | Alemania          | 7:0       | Malta           | Amistoso                    | 4     |
| 02-06-2004 | Basilea         | Suiza             | 2:0       | Alemania        | Amistoso                    | 0     |
| 06-06-2004 | Kaiserslautern  | Alemania          | 0:2       | Hungría         | Amistoso                    | 0     |
| 15-06-2004 | Oporto          | Alemania          | 1:1       | Países Bajos    | Eurocopa 2004               | 0     |
| 19-06-2004 | Oporto          | Letonia           | 0:0       | Alemania        | Eurocopa 2004               | 0     |
| 23-06-2004 | Lisboa          | Alemania          | 1:2       | República Checa | Eurocopa 2004               | 1     |
| 18-08-2004 | Viena           | Austria           | 1:3       | Alemania        | Amistoso                    | 0     |
| 08-09-2004 | Berlín          | Alemania          | 1:1       | Brasil          | Amistoso                    | 0     |
| 09-10-2004 | Teherán         | Irán              | 0:2       | Alemania        | Amistoso                    | 0     |
| 17-11-2004 | Leipzig         | Alemania          | 3:0       | Camerún         | Amistoso                    | 0     |
| 16-12-2004 | Yokohama        | Japón             | 0:3       | Alemania        | Amistoso                    | 1     |
| 19-12-2004 | Busan           | Corea del Sur     | 1:3       | Alemania        | Amistoso                    | 1     |
| 26-03-2005 | Celje           | Eslovenia         | 0:1       | Alemania        | Amistoso                    | 0     |
| 04-06-2005 | Belfast         | Irlanda del Norte | 1:4       | Alemania        | Amistoso                    | 2     |
| 08-06-2005 | Mönchengladbach | Alemania          | 2:2       | Rusia           | Amistoso                    | 0     |
| 15-06-2005 | Fráncfort       | Alemania          | 2:2       | Australia       | Copa Confederaciones 2005   | 1     |
| 18-06-2005 | Colonia         | Túnez             | 0:3       | Alemania        | Copa Confederaciones 2005   | 1     |
| 25-06-2005 | Núremberg       | Alemania          | 2:3       | Brasil          | Copa Confederaciones 2005   | 1     |
| 29-06-2005 | Leipzig         | Alemania          | 4:3       | México          | Copa Confederaciones 2005   | 1     |
| 17-08-2005 | Róterdam        | Países Bajos      | 2:2       | Alemania        | Amistoso                    | 1     |
| 03-09-2005 | Bratislava      | Eslovaquia        | 2:0       | Alemania        | Amistoso                    | 0     |
| 07-09-2005 | Bremen          | Alemania          | 4:2       | Sudáfrica       | Amistoso                    | 0     |
| 12-11-2005 | Saint-Denis     | Francia           | 0:0       | Alemania        | Amistoso                    | 0     |
| 01-03-2006 | Florencia       | Italia            | 1:4       | Alemania        | Amistoso                    | 0     |
| 22-03-2006 | Dortmund        | Alemania          | 4:1       | Estados Unidos  | Amistoso                    | 1     |
| 30-05-2006 | Leverkusen      | Alemania          | 2:2       | Japón           | Amistoso                    | 0     |
| 02-06-2006 | Mönchengladbach | Alemania          | 3:0       | Colombia        | Amistoso                    | 1     |
| 14-06-2006 | Dortmund        | Alemania          | 1:0       | Polonia         | Copa Mundial de 2006        | 0     |
| 20-06-2006 | Berlín          | Ecuador           | 0:3       | Alemania        | Copa Mundial de 2006        | 0     |
| 24-06-2006 | Múnich          | Alemania          | 2:0       | Suecia          | Copa Mundial de 2006        | 0     |
| 30-06-2006 | Berlín          | Alemania          | 1:1 / 4:2 | Argentina       | Copa Mundial de 2006        | 0     |
| 04-07-2006 | Dortmund        | Alemania          | 0:2       | Italia          | Copa Mundial de 2006        | 0     |
| 02-09-2006 | Stuttgart       | Alemania          | 1:0       | Irlanda         | Clasificación Eurocopa 2008 | 0     |
| 06-09-2006 | Serravalle      | San Marino        | 0:13      | Alemania        | Clasificación Eurocopa 2008 | 1     |
| 07-10-2006 | Rostock         | Alemania          | 2:0       | Georgia         | Amistoso                    | 1     |
| 11-10-2006 | Bratislava      | Eslovaquia        | 1:4       | Alemania        | Clasificación Eurocopa 2008 | 1     |
| 15-11-2006 | Nicosia         | Chipre            | 1:1       | Alemania        | Clasificación Eurocopa 2008 | 1     |
| 07-02-2007 | Düsseldorf      | Alemania          | 3:1       | Suiza           | Amistoso                    | 0     |
| 24-03-2007 | Praga           | República Checa   | 1:2       | Alemania        | Clasificación Eurocopa 2008 | 0     |
| 06-02-2008 | Viena           | Austria           | 0:3       | Alemania        | Amistoso                    | 0     |
| 26-03-2008 | Basilea         | Suiza             | 0:4       | Alemania        | Amistoso                    | 0     |
| 27-05-2008 | Kaiserslautern  | Alemania          | 2:2       | Bielorrusia     | Amistoso                    | 0     |
| 31-05-2008 | Gelsenkirchen   | Alemania          | 2:1       | Serbia          | Amistoso                    | 1     |
| 08-06-2008 | Klagenfurt      | Alemania          | 2:0       | Polonia         | Eurocopa 2008               | 0     |
| 12-06-2008 | Klagenfurt      | Croacia           | 2:1       | Alemania        | Eurocopa 2008               | 0     |
| 16-06-2008 | Viena           | Austria           | 0:1       | Alemania        | Eurocopa 2008               | 1     |
| 19-06-2008 | Basilea         | Portugal          | 2:3       | Alemania        | Eurocopa 2008               | 1     |
| 25-06-2008 | Basilea         | Alemania          | 3:2       | Turquía         | Eurocopa 2008               | 0     |
| 29-06-2008 | Viena           | Alemania          | 0:1       | España          | Eurocopa 2008               | 0     |
| 11-10-2008 | Dortmund        | Alemania          | 2:1       | Rusia           | Clasificación Mundial 2010  | 1     |
| 15-10-2008 | Mönchengladbach | Alemania          | 1:0       | Gales           | Clasificación Mundial 2010  | 0     |
| 11-02-2009 | Düsseldorf      | Alemania          | 0:1       | Noruega         | Amistoso                    | 0     |
| 28-03-2009 | Leipzig         | Alemania          | 4:0       | Liechtenstein   | Clasificación Mundial 2010  | 1     |
| 01-04-2009 | Cardiff         | Gales             | 0:2       | Alemania        | Clasificación Mundial 2010  | 1     |
| 12-08-2009 | Bakú            | Azerbaiyán        | 0:2       | Alemania        | Clasificación Mundial 2010  | 0     |
| 05-09-2009 | Leverkusen      | Alemania          | 2:0       | Sudáfrica       | Amistoso                    | 0     |
| 09-09-2009 | Hannover        | Alemania          | 4:0       | Azerbaiyán      | Clasificación Mundial 2010  | 1     |
| 10-10-2009 | Moscú           | Rusia             | 0:1       | Alemania        | Clasificación Mundial 2010  | 0     |
| 14-10-2009 | Hamburgo        | Alemania          | 1:1       | Finlandia       | Clasificación Mundial 2010  | 0     |
| 03-03-2010 | Múnich          | Alemania          | 0:1       | Argentina       | Amistoso                    | 0     |
| Total |                 | Presencias        | 98        |                 | Goles                       | 42    |

### Resumen estadístico
| Competición           | Encuentros | Goles | Promedio |
| --------------------- | ---------- | ----- | -------- |
| Liga                  | 421        | 104   | 0,25     |
| Copas Nacionales      | 65         | 19    | 0,29     |
| Copas Internacionales | 101        | 21    | 0,21     |
| Selección de Alemania | 98         | 42    | 0,43     |
| Total                 | 685        | 186   | 0,27     |

## Palmarés

### Títulos nacionales
| Título                        | Club                 | País       | Año     |
| ----------------------------- | -------------------- | ---------- | ------- |
| Bundesliga                    | F. C. Kaiserslautern | Alemania   | 1997-98 |
| Bundesliga                    | Bayern de Múnich     | Alemania   | 2002-03 |
| Copa de Alemania              | Bayern de Múnich     | Alemania   | 2002-03 |
| Copa de la Liga de Alemania   | Bayern de Múnich     | Alemania   | 2004    |
| Bundesliga                    | Bayern de Múnich     | Alemania   | 2004-05 |
| Copa de Alemania              | Bayern de Múnich     | Alemania   | 2004-05 |
| Bundesliga                    | Bayern de Múnich     | Alemania   | 2005-06 |
| Copa de Alemania              | Bayern de Múnich     | Alemania   | 2005-06 |
| Copa de la Liga de Inglaterra | Chelsea F. C.        | Inglaterra | 2006-07 |
| FA Cup                        | Chelsea F. C.        | Inglaterra | 2006-07 |
| FA Cup                        | Chelsea F. C.        | Inglaterra | 2008-09 |
| Community Shield              | Chelsea F. C.        | Inglaterra | 2009    |
| Premier League                | Chelsea F. C.        | Inglaterra | 2009-10 |
| FA Cup                        | Chelsea F. C.        | Inglaterra | 2009-10 |

### Distinciones individuales
| Distinción                                 | Año     |
| ------------------------------------------ | ------- |
| Futbolista del año en Alemania             | 2002    |
| Equipo de las Estrellas de la Copa Mundial | 2002    |
| Equipo del año UEFA                        | 2001-02 |
| Centrocampista del Año de la UEFA          | 2001-02 |
| Futbolista del año en Alemania             | 2003    |
| Futbolistas FIFA 100                       | 2004    |
| Equipo de las Estrellas de la Eurocopa     | 2004    |
| Futbolista del año en Alemania             | 2005    |
| Bota de Plata de la Copa Confederaciones   | 2005    |
| Premio Bambi                               | 2005    |
| Equipo de las Estrellas de la Copa Mundial | 2006    |
| Equipo de las Estrellas de la Eurocopa     | 2008    |

## Vida privada
Ballack nació el 26 de septiembre de 1976 en Görlitz, una ciudad del Bezirk Dresden, en Alemania del Este (actualmente Sajonia, Alemania), que se extiende a lo largo de la frontera con Polonia. Es el único hijo de la pareja formada por Stephan y Karin. Su padre es un ingeniero civil y aficionado al fútbol, su madre Karin practicaba natación. La familia se trasladó a Chemnitz (entonces llamada Karl-Marx-Stadt) cuando Michael era muy joven y fue allí donde empezó a jugar fútbol. El apellido de Ballack es de origen sorbio.
Estuvo casado con Simone Lambe, a quien conoció en un café en la ciudad de Kaiserslautern, contrajeron matrimonio después de diez años de noviazgo, el 14 de julio de 2008 en el Castillo Kempfenhausen, a las afueras de la ciudad de Múnich. Tuvo tres hijos con Lambe: Louis (llamado así en honor a Luís Figo), Emilio (por Emilio Butragueño) y Jordi. La pareja se divorció en 2012. Salió con Natacha Tannous desde 2015 hasta 2019. Durante la Eurocopa 2012, la Copa Mundial de Fútbol de 2014 y la Eurocopa 2016, trabajó como analista de estudio para ESPN, a menudo junto a Alexi Lalas.
El 17 de octubre de 2012 fue detenido en España por la Guardia Civil de Tráfico por un delito contra la seguridad vial, al ser interceptado cuando conducía su vehículo por un tramo de la autovía A-5 de Extremadura, en Trujillo (Cáceres), a una velocidad de 211 km/h, muy superior a la permitida de 120 km/h.
Su hijo Emilio falleció el 5 de agosto de 2021, a los 18 años, a raíz de un accidente de quad que sufrió mientras estaba de vacaciones en Portugal. A finales de mayo de 2022 comenzó a salir con una amiga de su hijo fallecido, Sophia Schneiderhan, que es 24 años menor que él, lo que ha generado polémica en Alemania.